# Sangeli
Il sangeli (in italiano "sanguinaccio") è un tipico piatto siciliano che viene prodotto utilizzando il budello del maiale, riempito di sangue dell'animale, cotto nelle tradizionali quarari ("pentoloni").

## Ingredienti
Il sangue di maiale, gherigli di noce, mandorle, pinoli, uva sultanina, cannella in polvere, sale e pepe e il budello di maiale.